# Луговое (Молдова)
Луговое (рум. Lugovoe) — село в Сорокском районе Молдавии. Наряду с селом Реджина-Мария входит в состав коммуны Реджина-Мария.

## География
Село расположено на высоте 194 метра над уровнем моря.

## Население
По данным переписи населения 2004 года, в селе Луговое проживает 169 человек (80 мужчин, 89 женщин).
Этнический состав села:
| Национальность | Число жителей | Процентный состав |
| -------------- | ------------- | ----------------- |
| молдаване      | 164           | 97,04             |
| украинцы       | 2             | 1,18              |
| русские        | 2             | 1,18              |
| болгары        | 1             | 0,59              |
| Всего          | 169           | 100 %             |